# Lindernia clausa
Lindernia clausa é uma espécie botânica do gênero Lindernia pertencente à família Linderniaceae.